# Simulium veracruzanum
Simulium veracruzanum es una especie de insecto del género Simulium, de la familia Simuliidae y el orden Diptera.

## Distribución
Se distribuye por Centroamérica.

## Taxonomía
Fue descrita científicamente por Vargas, Palacios & Najera, 1946.